# Bahnhof Eschweiler-Aue

Bahnhof Eschweiler-Aue mit Strecken um 1910

Der Bahnhof Eschweiler-Aue ist ein Bahnhof im südlichen Stadtteil Aue von Eschweiler in der Städteregion Aachen. Er liegt an der Phönixstraße gegenüber der Einmündung der Auestraße.

## Geschichte
Am 1. Oktober 1873 wurde der Bahnhof als Endbahnhof der neuen Bahnstrecke Mönchengladbach–Stolberg (lokal auch als Talbahnlinie bezeichnet) von Odenkirchen über Hochneukirch und Jülich nach Eschweiler-Aue mit einer Gesamtlänge von 48,77 km durch die Bergisch-Märkische Eisenbahn-Gesellschaft (BME) eröffnet. Der Bahnhof verfügte über umfangreiche Gleisanlagen mit Gleisanschlüssen zur Bedienung der örtlichen Industriebetriebe (Walz- und Röhrenwerke des Eschweiler Bergwerks-Vereins, Concordiahütte und verschiedene Bergwerke des Indereviers). Der Bahnhof war sowohl für den umfangreichen Güterverkehr als auch für den ebenfalls umfangreichen Arbeiterverkehr der Fabriken und Gruben erforderlich.
Da an dem Bahnhof hauptsächlich die Anschlüsse der Industriebetriebe zusammenliefen, fand im Bahnhof selbst die Verladung von Gütern nicht in großem Umfang statt, sodass der kleine, noch heute vorhandene Güterschuppen ausreichend war.
1875 wurde durch die Aachener Industriebahn (AI) die Strecke vom heutigen Stolberger Hbf nach Aue eröffnet, damit bekam die Strecke der Bergisch-Märkischen Eisenbahn-Gesellschaft einen Anschluss an die Hauptstrecke Köln–Aachen. Der an der Nordseite des Empfangsgebäudes liegende Güterschuppen wurde 1880 angebaut. 1882 wurde die BME von der Preußischen Staatsbahn übernommen, 1884 auch der kurze Abschnitt der Aachener Industriebahn zwischen Aue und Stolberg.
Der Anschluss zu den Röhrenwerken führte über den Bahnhofsvorplatz, so dass sich eine Insellage des Bahnhofsgebäudes ergab.
Bedingt durch den Verlauf der Frontlinie des Zweiten Weltkriegs wurde der Bahnverkehr am Bahnhof Eschweiler-Aue im Herbst 1944 eingestellt. Die Wiederaufnahme des Betriebs erfolgte am 4. März 1945.
Am 30. Mai 1981 wurde der Bahnhof zusammen mit dem Haltepunkt Eschweiler-Röhe für den Personenverkehr geschlossen, die Züge fuhren seither ohne Halt durch Aue. 1983 wurde der Personenverkehr auf der Talbahn komplett eingestellt, für den Güterverkehr wurden die Strecke und der Bahnhof Aue weiterhin genutzt. Als Güterkunde ist das ESW-Röhrenwerk verblieben, bis zu dessen Schließung im März 2016 außerdem ein Wertstoffhof. Die Bahnhofsgebäude werden heute anderweitig verwendet; der Südflügel des Bahnhofs wurde in den 1980er Jahren nach einem Brand abgerissen. Er ist der letzte Bahnhof auf Eschweiler Stadtgebiet, der von der DB Cargo Deutschland angefahren wird. 2004 wurde der Personenverkehr auf der Strecke wieder aufgenommen, die Züge halten aber nicht in Eschweiler-Aue.

## Aktuelle Situation
Bis zur Schließung wurden von Januar 2019 bis April 2020 aus Italien und Kroatien kommende Vorprodukte für die ESW-Röhrenwerke im Bahnhof Eschweiler-Aue umgeladen, die bislang im Güterbahnhofsbereich des Stolberger Hauptbahnhofs an der Haldenstraße (Atsch) umgeschlagen und per Lkw ins Röhrenwerk geliefert wurden. Die EVS Euregio Verkehrsschienennetz ließ zu diesem Zweck eine großflächige Verladezone im Bahnhof schaffen.
Aktuell hat der Bahnhof der Aue sechs Gleise:
- Gleis 1, durchgehendes Hauptgleis
- Gleis 2, Überholgleis, Nutzlänge 300 m
- Gleis 3, Abstellgleis, Nutzlänge 200 m
- Gleis 4, Abstellgleis, Nutzlänge 250 m
- Gleis 5, Abstellgleis, Nutzlänge 177 m
- Gleis 6, Abstellgleis, Nutzlänge 170 m

und zwei Gleisanschlüsse:
- Fa. ESW Röhrenwerke: Anschlussweiche 07W05 und 07W09
- Fa. Hoffmann: Anschlussweiche 07W05

## Geplante Reaktivierung im Personenverkehr
Ursprünglich sollte der Bahnhof Aue im Zuge der Reaktivierung der Talbahn für den Personenverkehr durch die Euregiobahn als Haltepunkt Eschweiler-Aue bereits im September 2004 reaktiviert werden, dies wurde jedoch aufgrund fehlender Mittel trotz Bürgerprotesten verschoben. Aktuelle Planungen sehen vor, dass der Haltepunkt mit der Elektrifizierung der Talbahn frühestens 2024 gebaut wird.

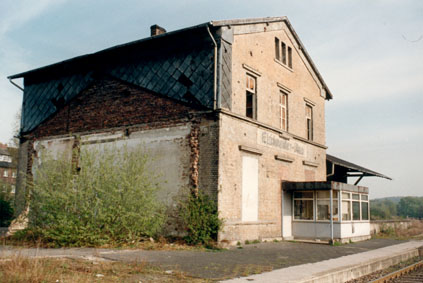
Seitenansicht (2004)
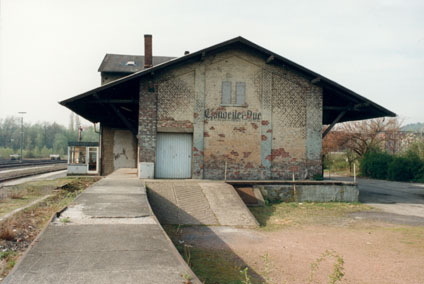
Seitenansicht (2004)
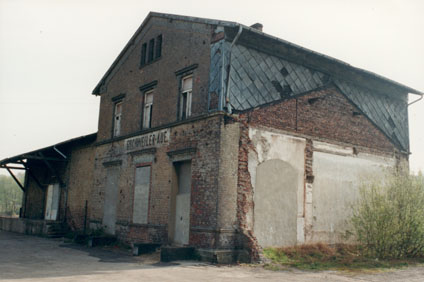
Frontansicht (2004)
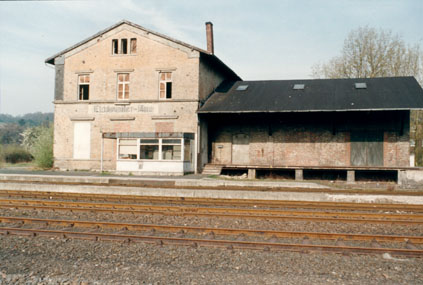
Rückansicht (2004)